# Плејтоу (Минесота)
Плејтоу (енгл. Plato) град је у америчкој савезној држави Минесота.

## Демографија
По попису из 2010. године број становника је 320, што је 16 (-4,8%) становника мање него 2000. године.
| Група             | 2000.       | 2010.       |
| Белци             | 332 (98,8%) | 314 (98,1%) |
| Афроамериканци    | 0 (0,0%)    | 0 (0,0%)    |
| Азијати           | 2 (0,6%)    | 2 (0,6%)    |
| Хиспаноамериканци | 0 (0,0%)    | 3 (0,9%)    |
| Укупно            | 336         | 320         |